# Léon Bruyer
Pour les articles homonymes, voir Bruyer.
Léon Bruyer, né le 17 février 1827 à Paris et mort le 1er mai 1885 à Sèvres, est un sculpteur français.

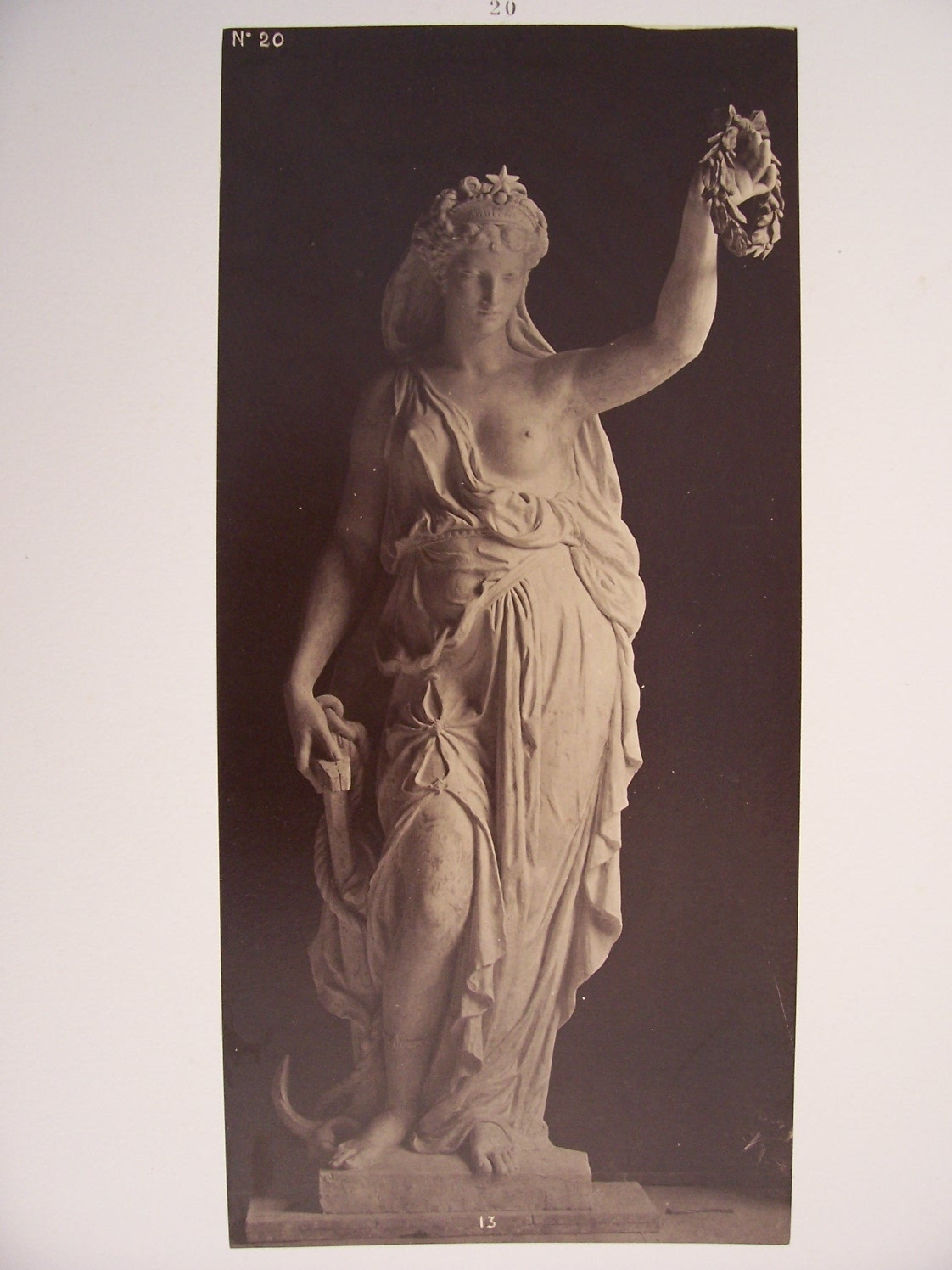
Léon Bruyer, L'Espérance, 1875.

## Biographie
Antoine Léon Bruyer est né le 17 février 1827 dans l'Ancien 12e arrondissement de Paris. 
Il est élève de François Rude et de Henry de Triqueti. Il expose aux Salons de 1860 à 1883. Il sculpta de nombreux portraits et exécuta pour l'Opéra de Paris plusieurs bustes de compositeurs qui ornent une des façades latérales du monument et une statue de l'Espérance qui se trouve dans le grand foyer. 
Il meurt à son domicile aux Bruyères de Sèvres le 1er mai 1885.

## Œuvres
.
- Un ange, sous le trait de l'impératrice Eugénie, invite le Prince impérial à prier pour le bonheur de la France. Groupe en plâtre. H. 0m 95. L. 0m 76. Signé et daté du 14 août 1859. Musée de Troyes. Don de l'artiste, en 1860.
- Sainte Thérèse. Statuette en ivoire. Salon de 1861 (n° 3196).
- Buste. Marbre. Salon de 1863 (n° 2261).
- Entrevue d'Attila et de saint Loup aux portes de la ville de Troyes, Bas-relief en plâtre. Salon de 1864 (n° 3422).
- Sainte Thérèse. Statuette. Salon de 1867 (n° 2153).
- Lesueur, Berton, Boieldieu, Hérold, Donizetti et Verdi. Bustes en pierre (année 1867). H. 1 1U 20. Façade latérale Est de l'Opéra.
- La Vierge présentant le monde à la bénédiction de son fils. Statuette en aluminium. Salon de 1868 (n° 3443). Cette œuvre reparut en pierre et on marbre au Salon de 1869 (n° 3268).
- L'Automne. Buste en marbre. Salon de 1868 (n°3444).
- Feu le comte Cornet, sénateur. Buste en marbre pour le palais du Sénat. Salon de 1870 (n° 4307).
- Portrait de M. le marquis d'Ourches. Médaillon en bronze. Salon de 1870. (n° 4308). Ce médaillon était destiné au nouvel hôpital de Saint-Germain-en-Laye.
- Mme H.... Buste en marbre. Salon de 1872 (n° 1570).
- Le Printemps. Buste en marbre. Salon de 1874 (n° 2706).
- L'Espérance. Statue en plâtre (année 1874). H. 2m50. Grand foyer de l'Opéra.
- La Pénitence. Statue décorant une des façades latérales du Casino de Monte-Carlo.
- Portrait de Mme L... Médaillon en terre cuite. Salon de 1875 (n° 2905).
- Portrait de M. de B... Médaillon en bronze. Salon de 1875 (n° 2906). Ce médaillon appartient à l'hôpital de Saint-Germain-en-Laye.
- L'Espérance. Statuette en marbre. Salon de 1876 (n° 3112). Cette statuette est la réduction de la figure qui se trouve dans le grand foyer de l'Opéra.
- L'Automne. Buste en pierre. Salon de 1877 (n° 3618).
- Portrait de M. H... Médaillon en marbre. Salon de 1878 (n° 4083).
- Christ. Buste en pierre. Salon de 1879 (n° 4832).
- Christ couronné d'épines. Buste en marbre. H. 0 m 90. Signé et daté de 1879. Ce buste orne le tombeau des familles Évrard, Bruyer et Raydon, au cimetière Montmartre.
- Portrait de Mlle H. Bruyer. Médaillon en terre cuite. Salon de 1880 (n° 6142). Ce médaillon reparut en marbre au Salon de 1882 (n° 4155).
- Portrait de M. Charles Horton. Médaillon en terre cuite. Salon de 1882 (n° 4156).
- Portrait de M. A. Vallier. Médaillon en marbre. Exposition nationale des Beaux-Arts de 1883 (n° 906)